# أدريانا أكوستا
أدريانا أكوستا (بالإسبانية: Adriana Acosta)‏ هي لاعب هوكي الحقل أرجنتينية، ولدت في 19 يناير 1956 في لوماس دي ثامورا في الأرجنتين.